# Марчихино-Будский сельский совет
Марчихино-Будский сельский совет (укр. Марчихино-Будська сільська рада) — входит в состав
Ямпольского района
Сумской области
Украины.
Административный центр сельского совета находится в
с. Марчихина Буда
.

## Населённые пункты совета
- с. Марчихина Буда
- с. Демьяновка
- с. Ломленка
- с. Родионовка
- с. Руденка